# Malo-Renault
Ne doit pas être confondu avec Jean Malo-Renault ou Nori Malo-Renault.
Malo-Renault, pseudonyme d’Émile Auguste Renault, né à Saint-Malo le 5 octobre 1870 et mort au Havre le 19 juillet 1938 est un dessinateur, pastelliste, graveur et illustrateur français.

## Biographie

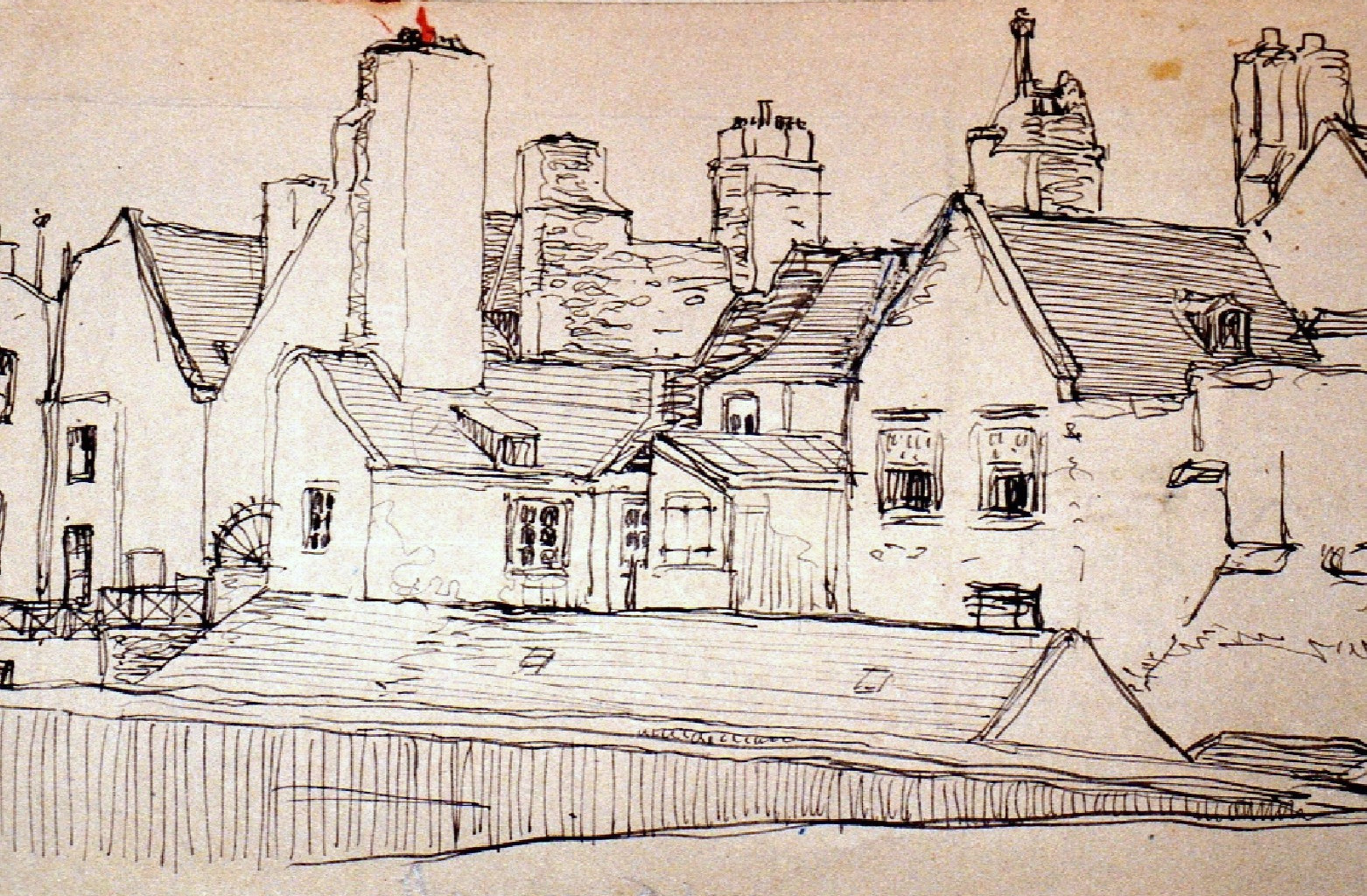
Demeure de Malo-Renault Rue Chateaubriand à Saint-Malo (Collection particulière)

Malo-Renault dessine beaucoup dès l'enfance, au trait ou à la plume. Auguste Lemoine (1848-1909), professeur de dessin au collège de Saint-Malo de 1883 à 1903, lui donne le goût du dessin d'après nature et celui de la couleur. Sous la direction de son professeur de dessin, il fait des essais de gravure à l'eau-forte.
Bachelier ès lettres, Malo-Renault part étudier l'architecture à Paris. il est élève de Stéphane Pannemaker à l'École des arts décoratifs de Paris.
Ce n'est qu'à partir de son mariage en 1897 avec Honorine Tian (1871-1953), dite Nori Malo-Renault, élève de l’aquafortiste Géry-Bichard, que Malo-Renault commence sa carrière de graveur avec l'appui de son épouse pour la mise au point de tirages en couleur, en particulier dans le Serpent Noir de Paul Adam.
Il participe de 1903 à 1928 à de nombreuses expositions au Salon de la Société nationale des beaux-arts, dont il est sociétaire à partir de 1910. Il a adopté le style Art nouveau avec une influence japonisante. Il enseigne le dessin à l'École ABC de Paris en tant qu'artiste
Il meurt accidentellement au Havre, renversé par une motocyclette, le 19 juillet 1938,.

## Œuvre
Malo-Renault trouve son inspiration de sa terre natale, Saint-Malo et la Bretagne : les paysages et les Bretons sont les premiers sujets de ses pastels et ses estampes en couleur.
Il se spécialise dans la gravure en couleur, par repérage d'abord à l'eau-forte, au vernis mou, puis à la pointe sèche. En 1912, il aborde la gravure sur bois sur le conseil de Stéphane Pannemaker, mais c’est surtout par la suite qu’il adopte le procédé du bois au canif pour l'illustration de La Rapsode foraine et Le Pardon de Sainte-Anne (1920)d'après ce poème de Tristan Corbière.

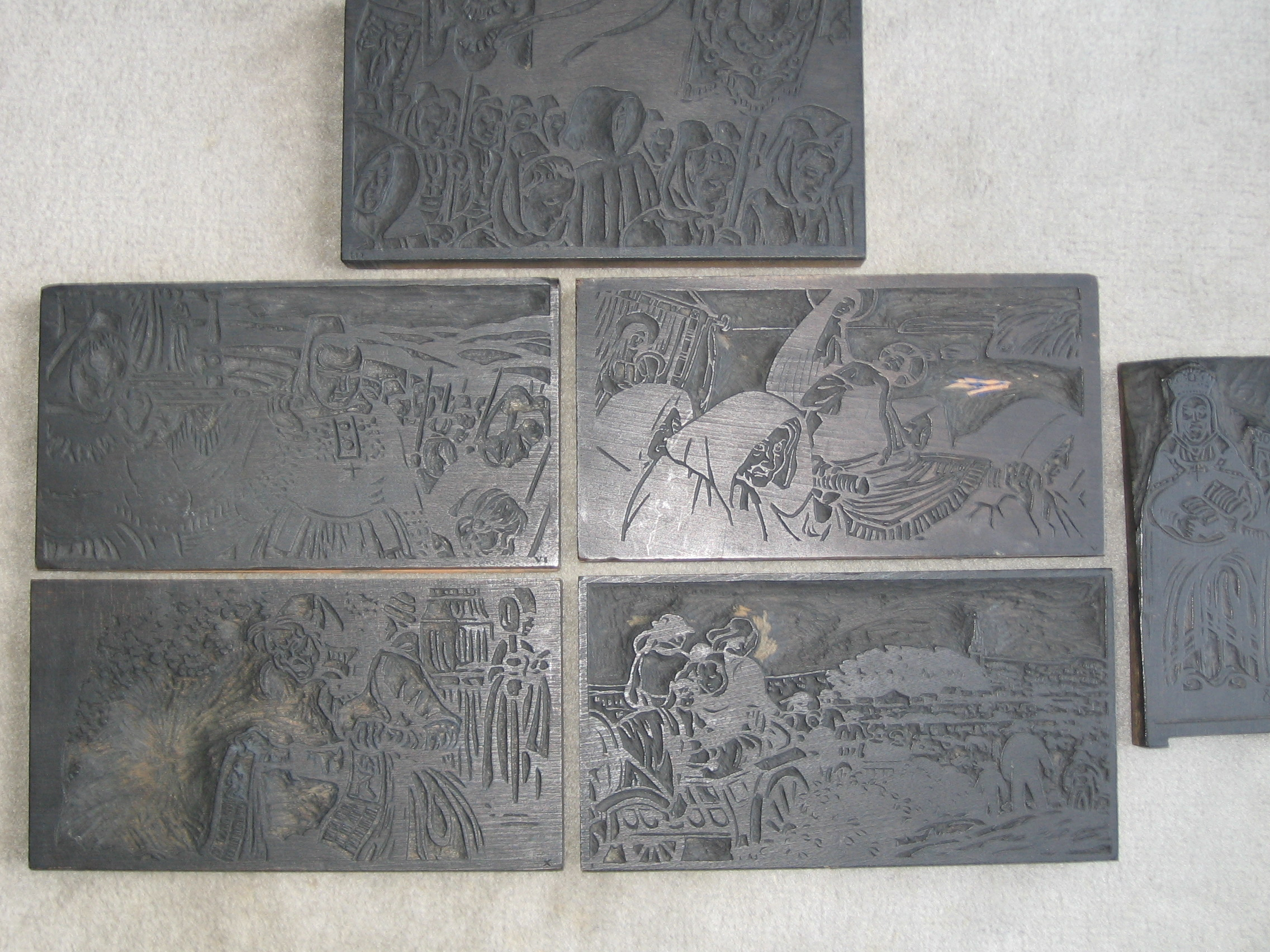
Les bois gravés de fil du Le Pardon de Sainte-Anne
- La Rapsode foraine et Le Pardon de Sainte-Anne de Tristan Corbière (1920).

À l’occasion de la sortie en 1922 du Jardin de Bérénice,de Maurice Barrès, il grave sur bois l'estampe du menu pour les Cent bibliophiles,, en utilisant quatre planches pour les quatre couleurs.

Menu des Cents Bibliophiles 1922
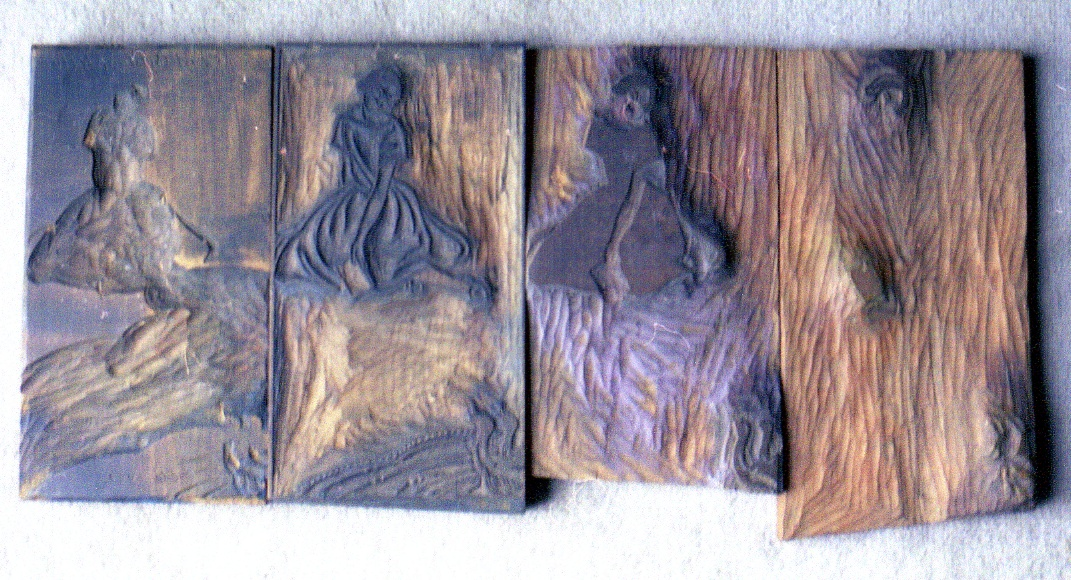
Bois-gravés pour impression en 4 couleurs
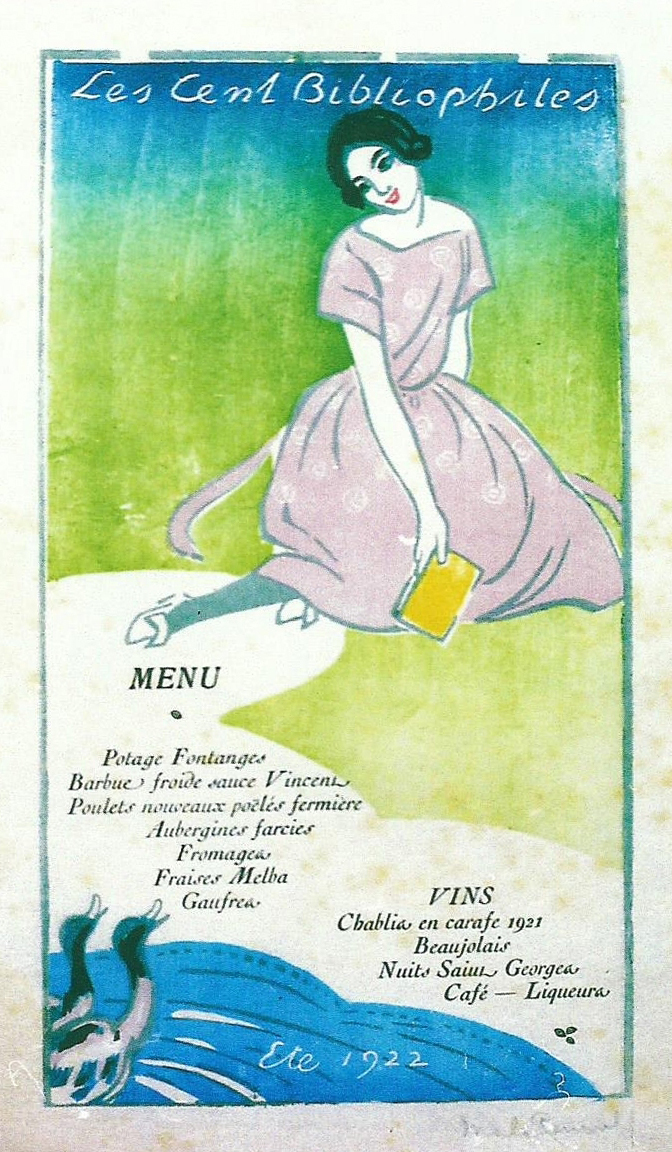
Menu.

Le jardin de Bérénice, M. Barrès, ill p.s. Malo-Renault
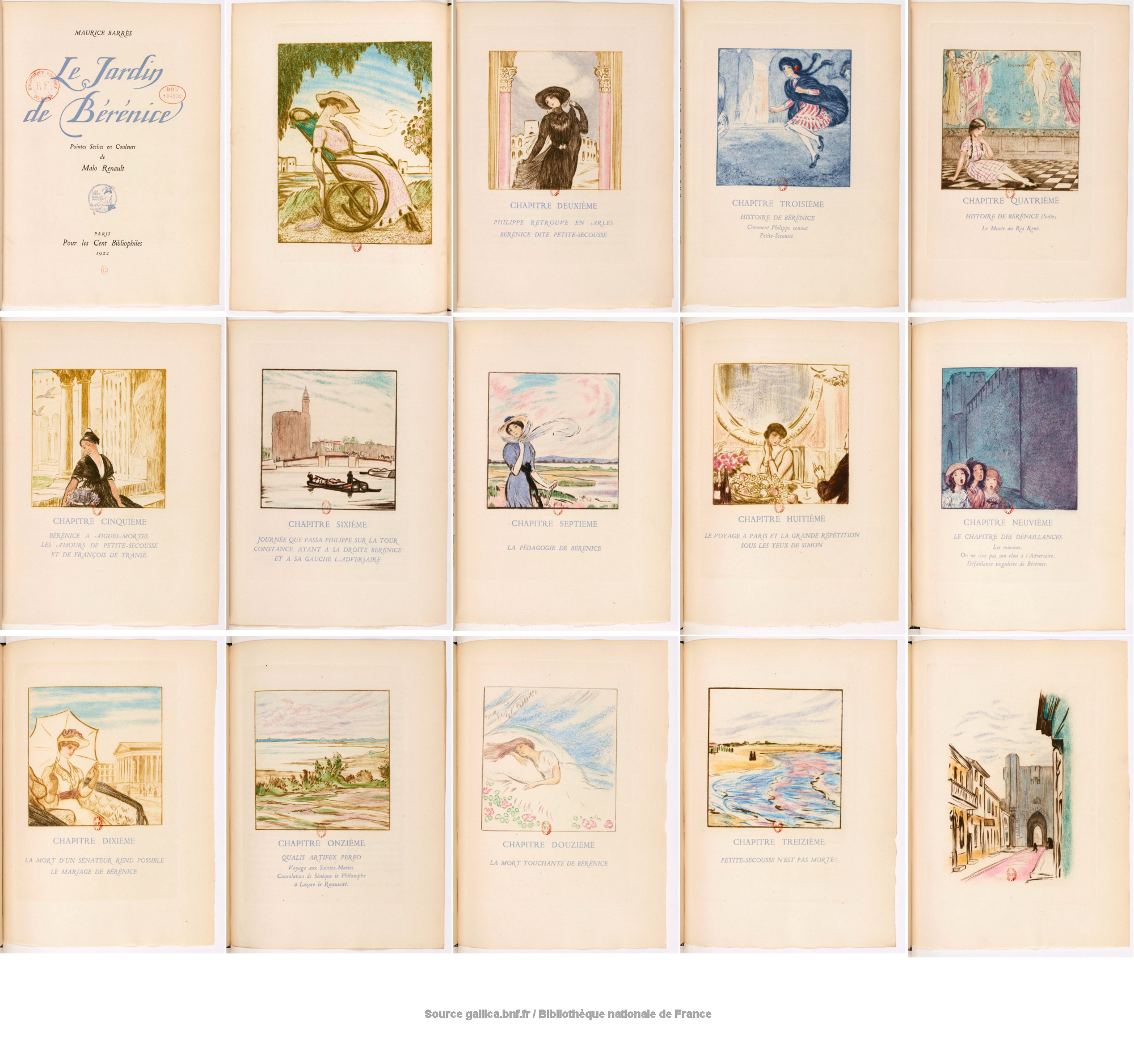

Une deuxième partie de son œuvre traduit la grâce féminine, la mutinerie et la naïveté des enfants. Il est influencé par l’œuvre d'Henri de Toulouse-Lautrec et l'art japonais qui se traduisent par la sobriété. La richesse des tons et la composition décorative est celle d'un coloriste, particulièrement en valeur dans les pointes-sèches en couleur qui illustrent Le Jardin de Bérénice de Maurice Barrès.

### Pastels

Pastels de Malo-Renault
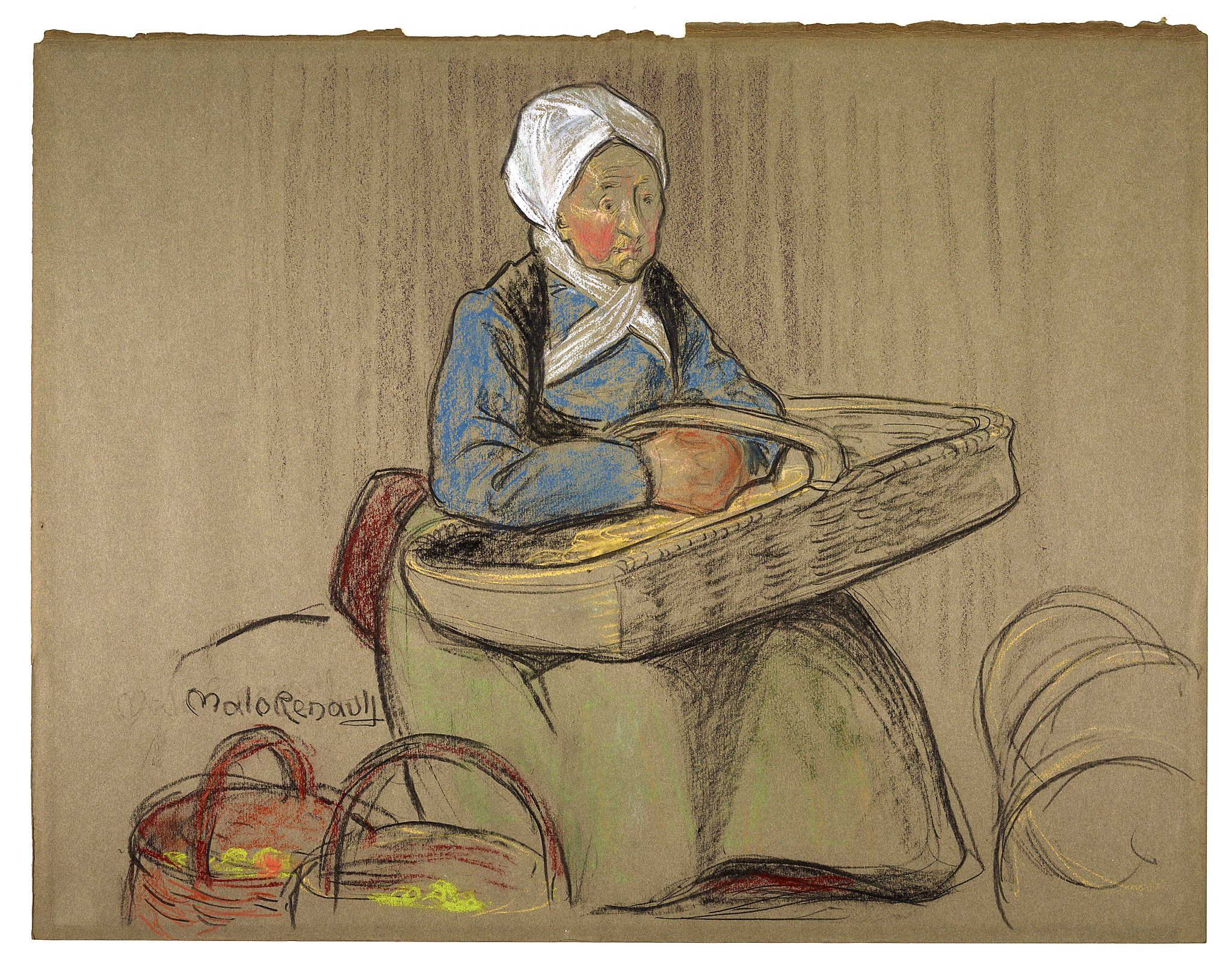
Marchande au panier d'osier (40x60 cm) collection Musée de Bretagne
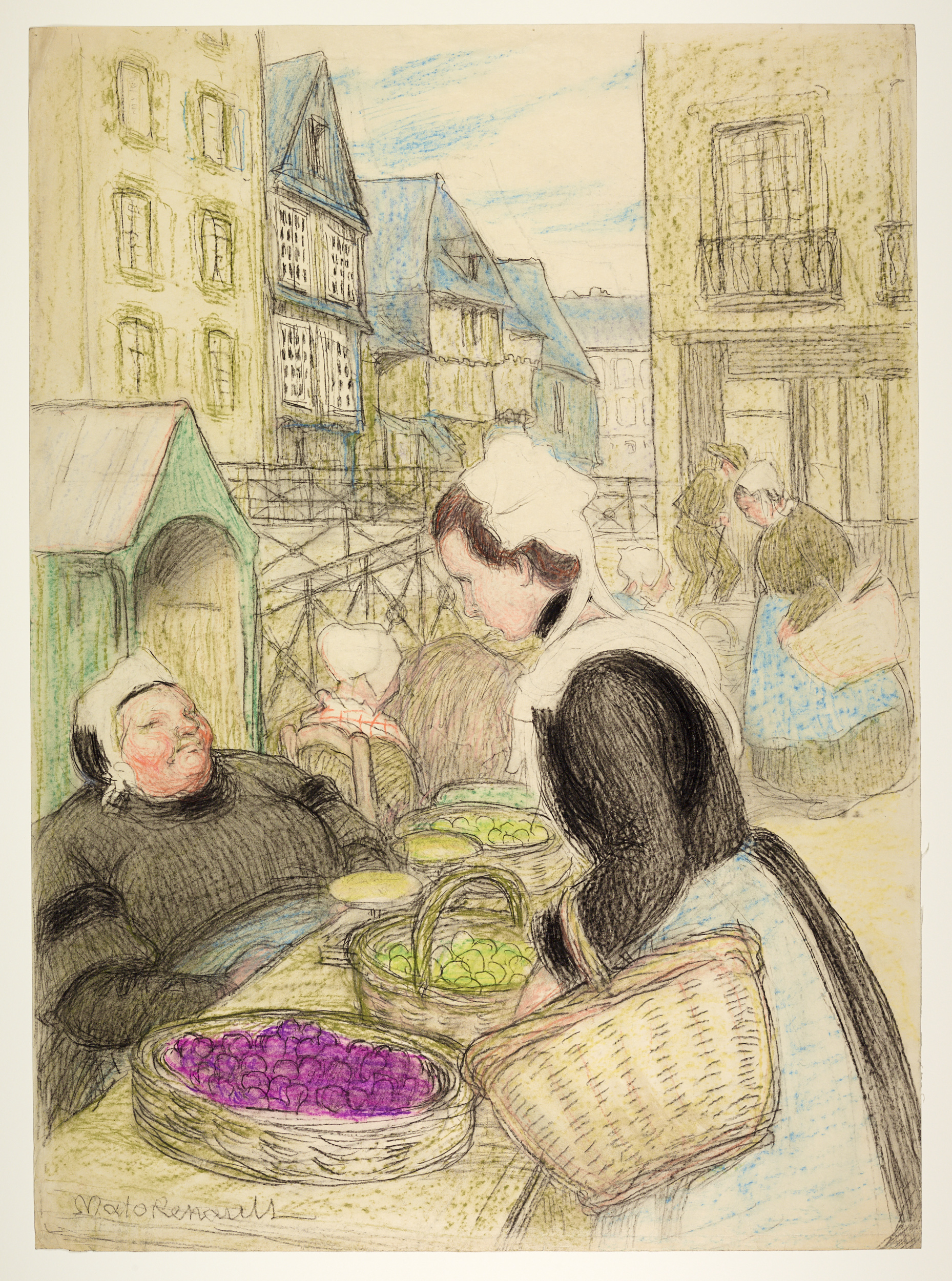
La Marchande de prunes Quimper 60x43 cm
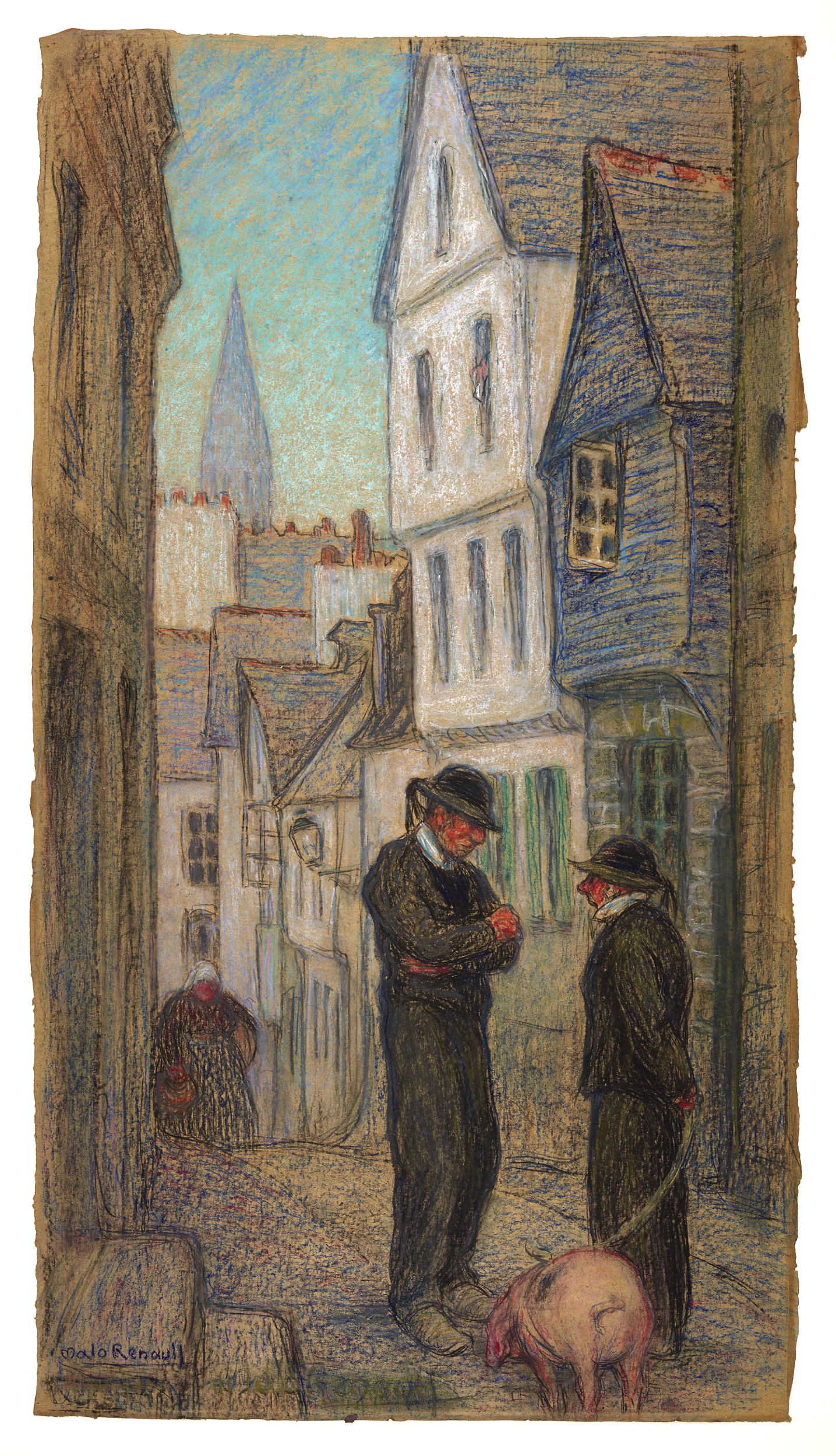
Rue de Quimper (77x42),  Musée de Bretagne
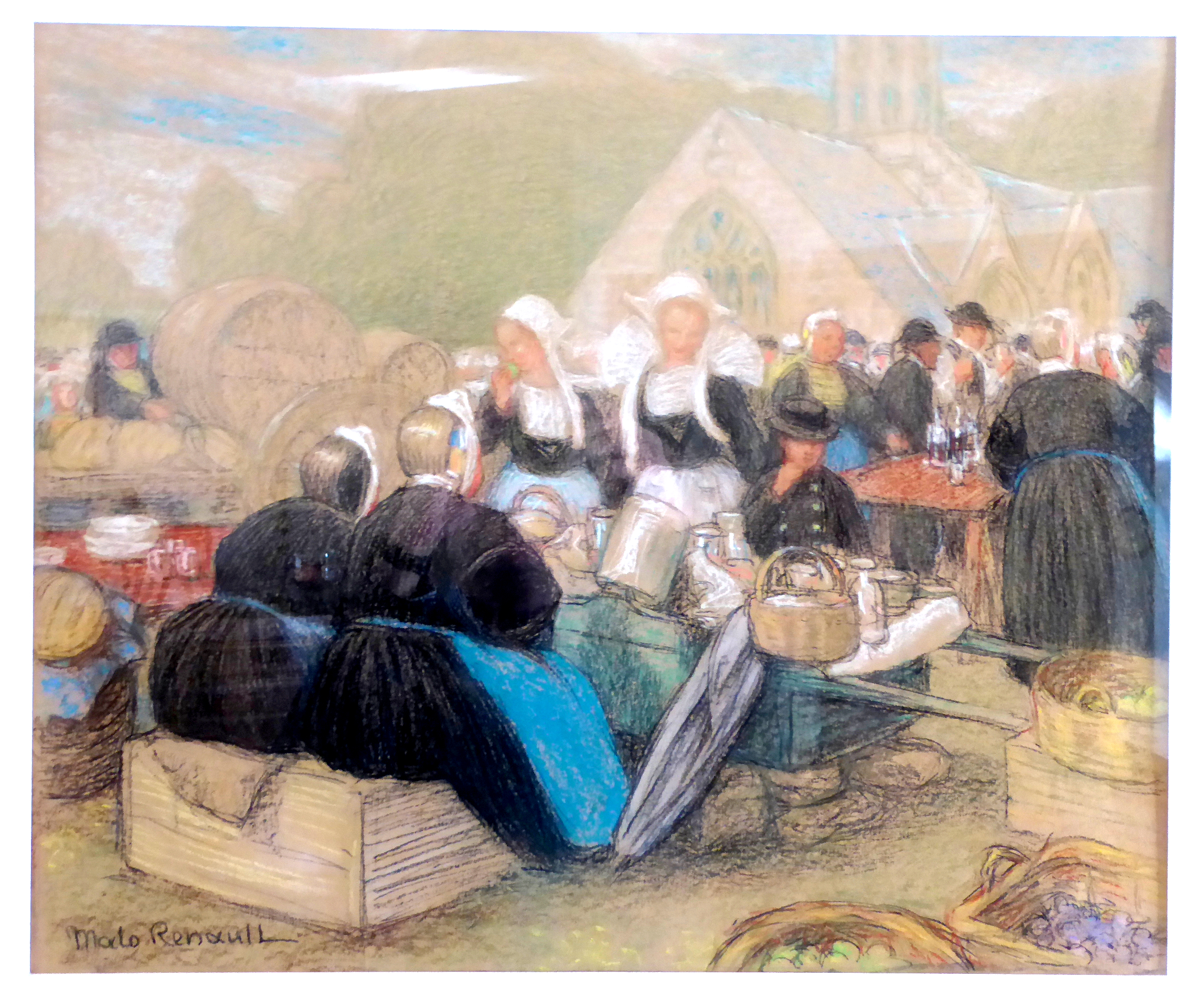
Marché au pays  Bigouden (48x58 cm)

### Estampes

Estampes en couleur
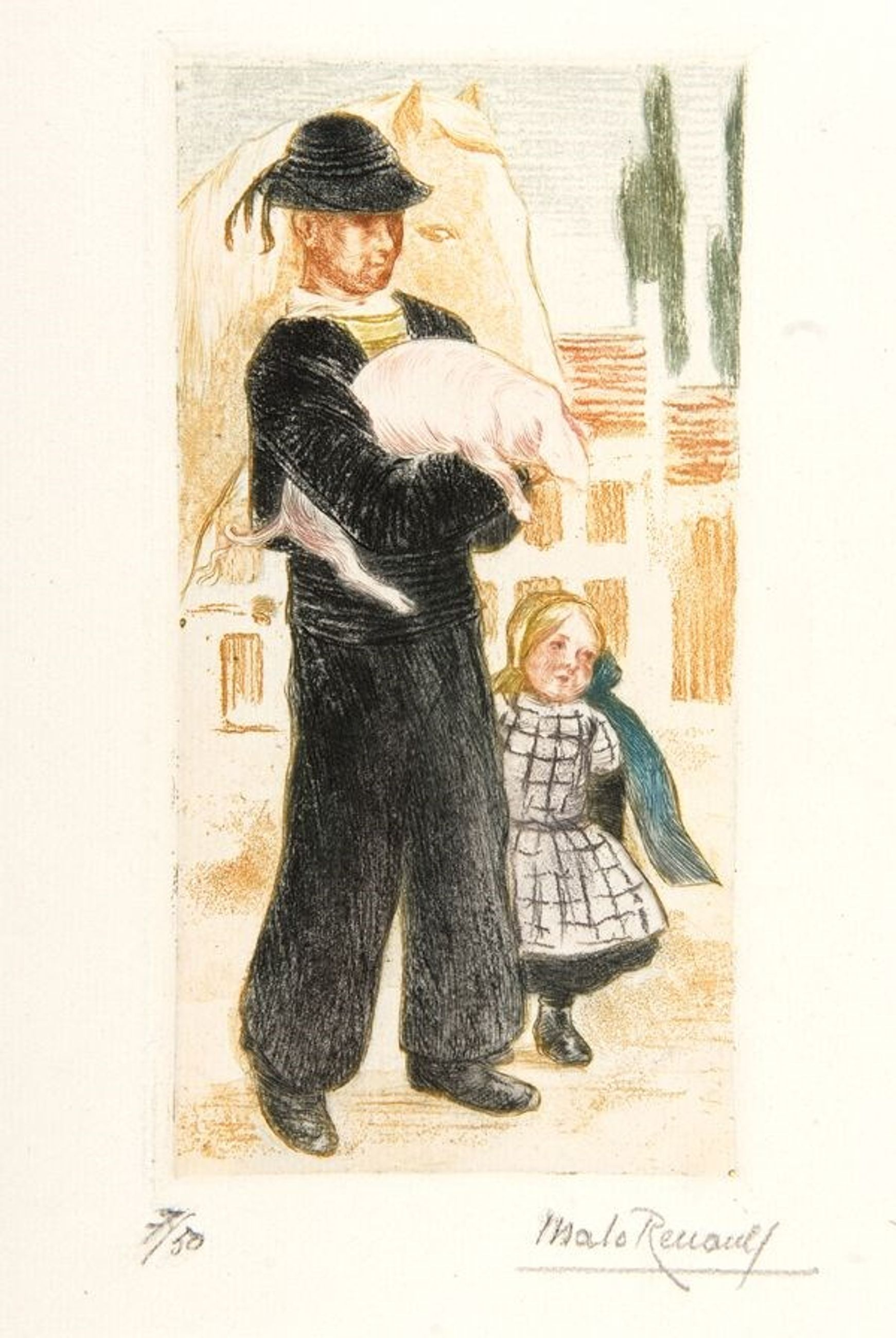
Dans la cour de ferme,1902, p. s. en couleur,Musée départemental Breton
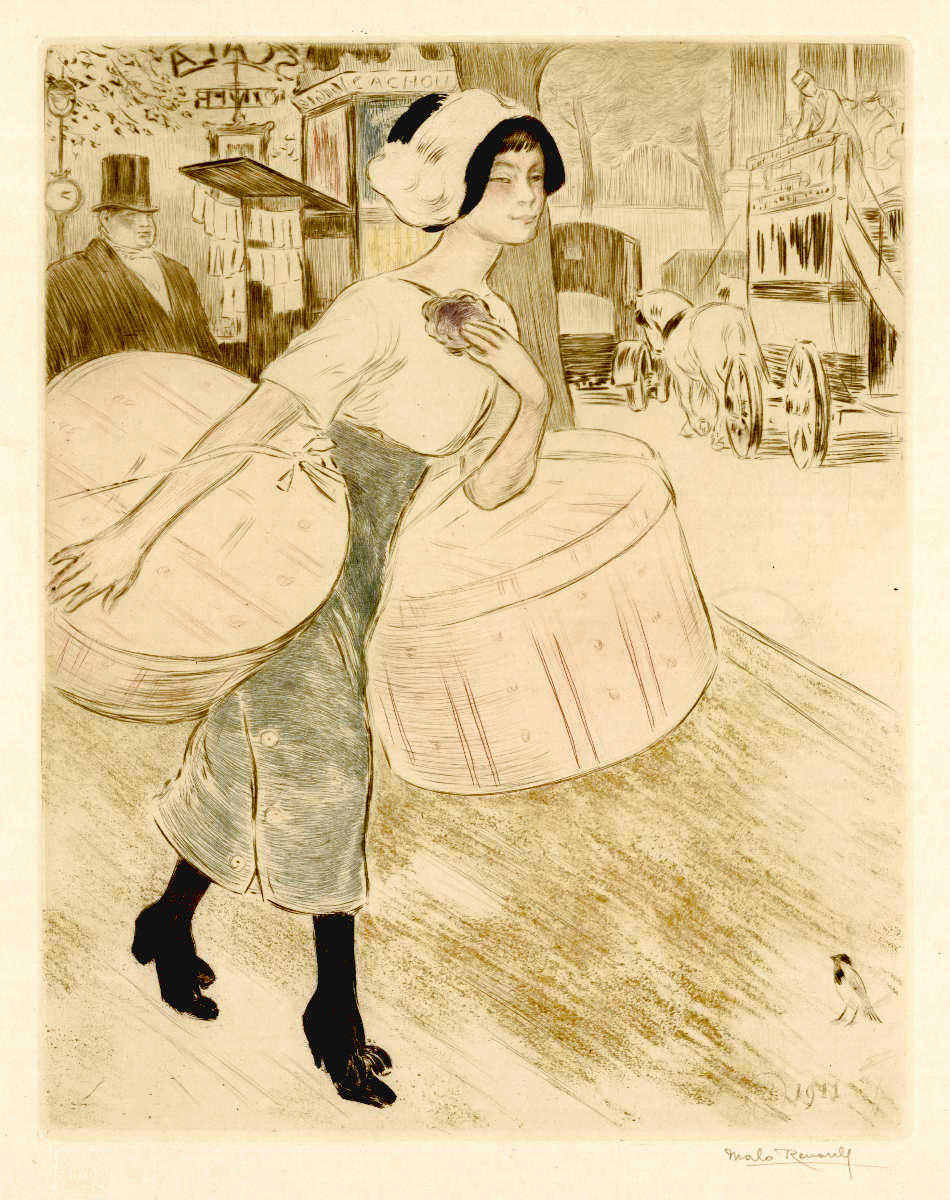
Le Trottin, eau-fort et point sèche, 1911. musée de Genève MHA
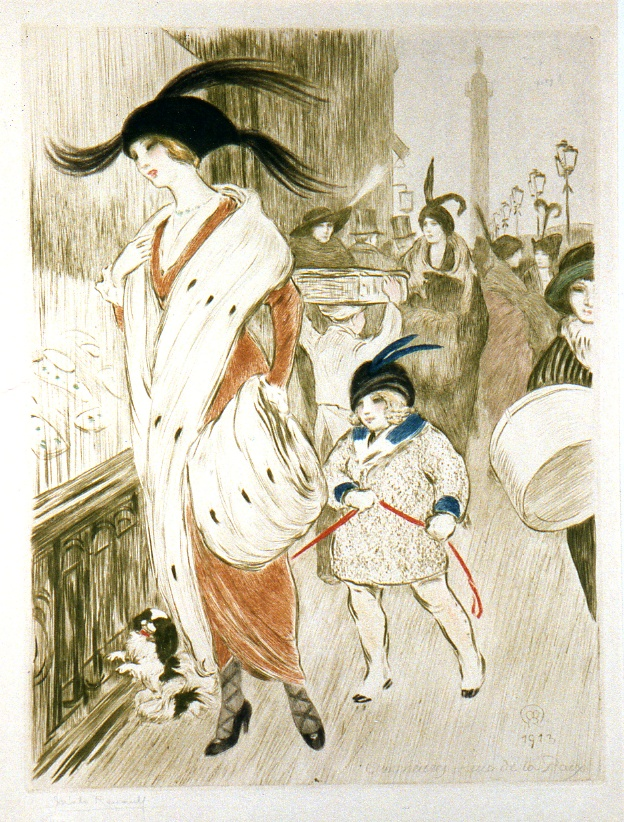
Cinq heure de la paix, cabinet des estampes de la Bibliothèque nationale, pointe sèche et aquatinte(1912)
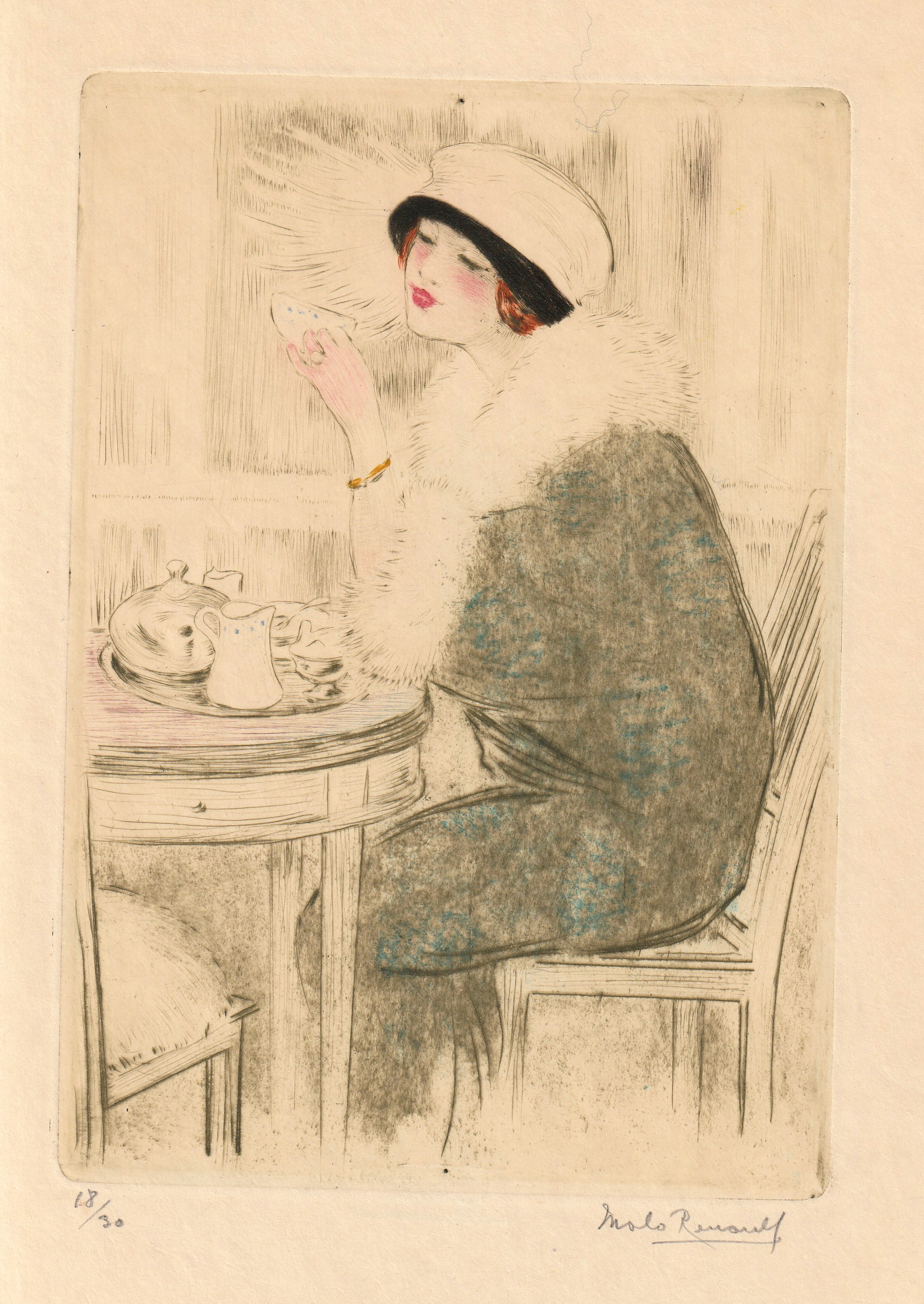
Le Thé chez Rumpelmayer, Pointe Sèche (1912) Bibliothèque nationale de France
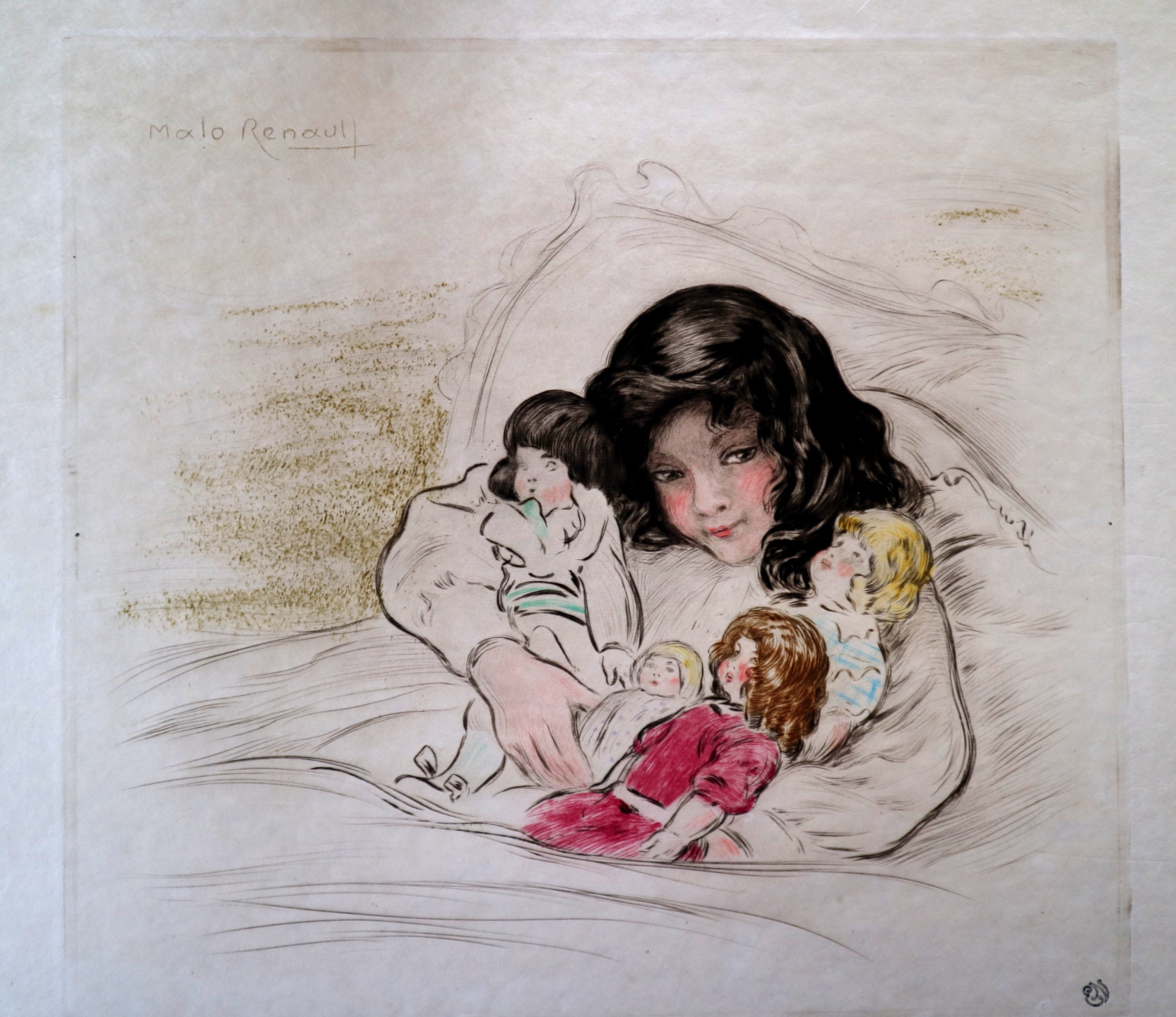
L'Oreiller aux Poupées (1913),  collections  du British Museum

## Saint Malo

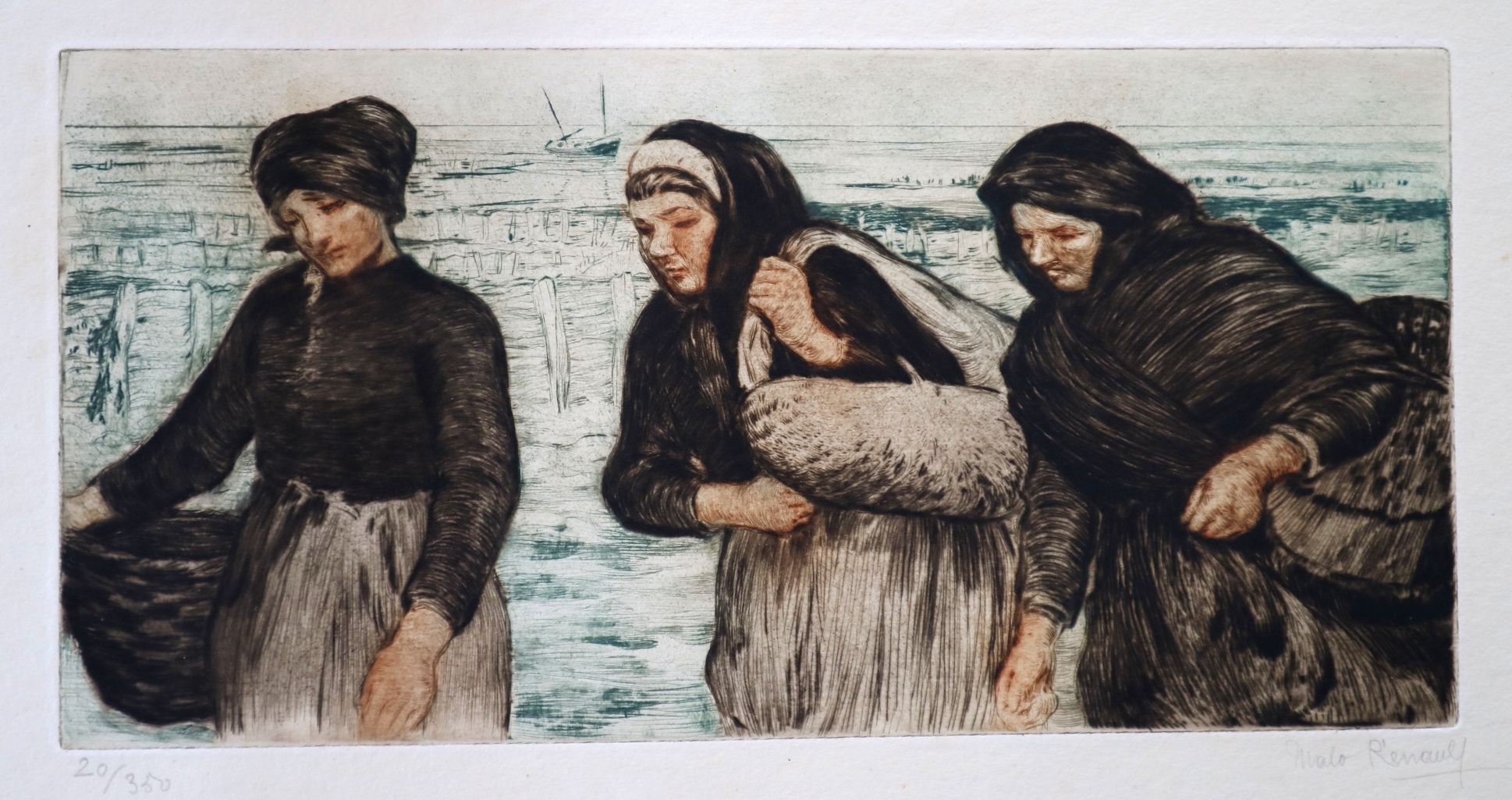
Les Cancalaises,eau-forte, Musée de Saint-Malo
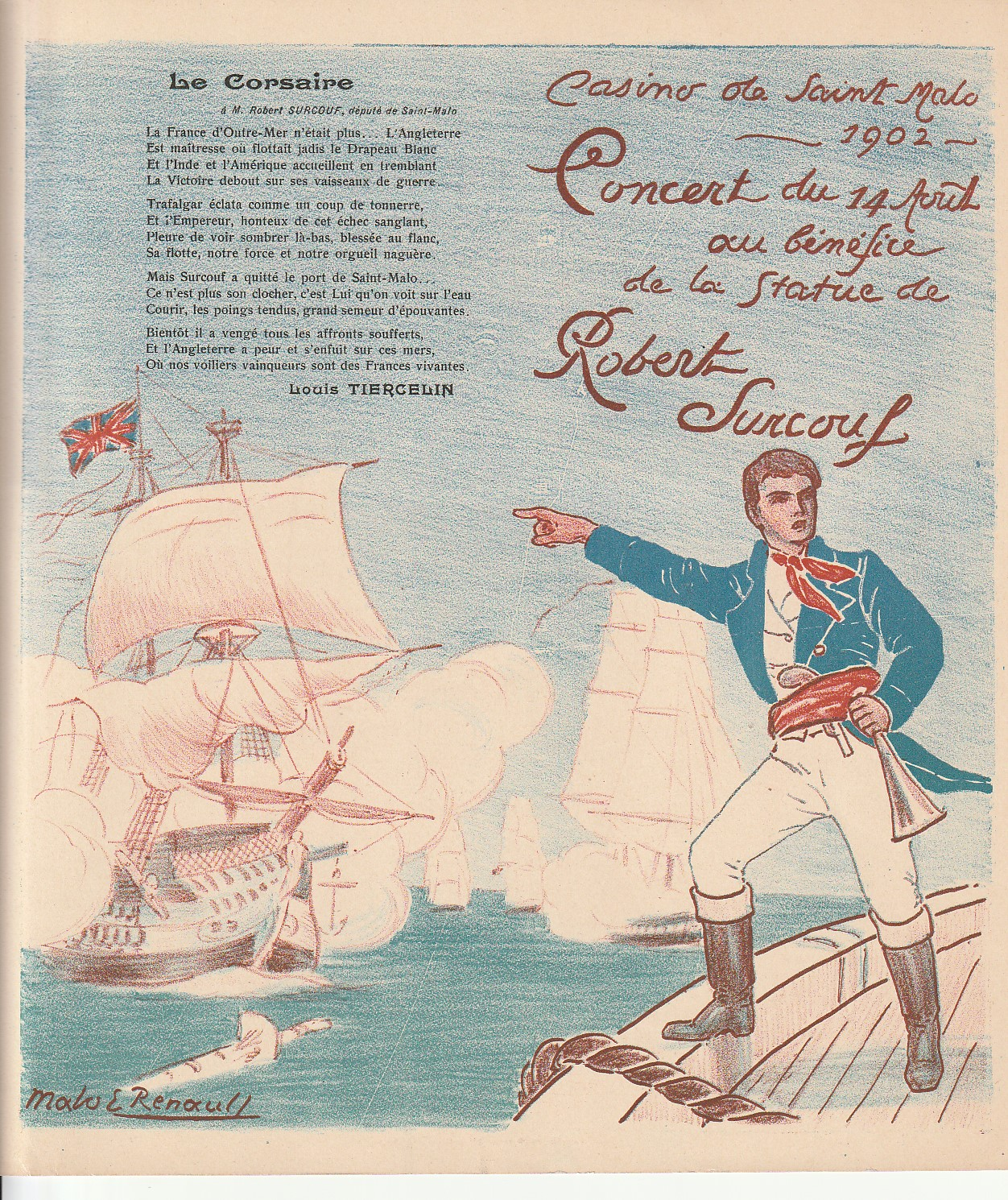
Carton du concert au bénéfice statue Robert Surcouf (1902)
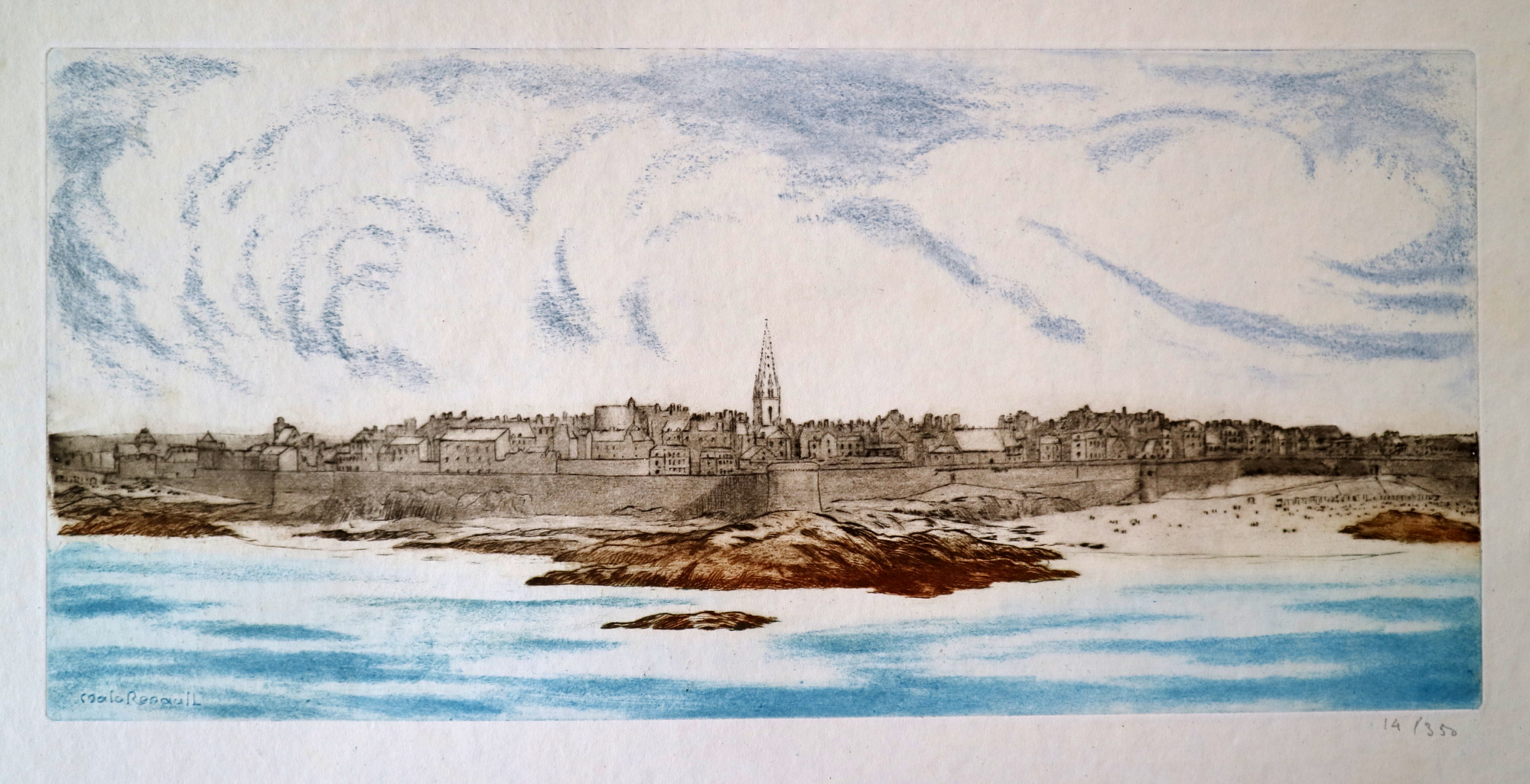
Petit panorama de Saint-Malo, eau-forte (1910). Musée de Saint-Malo.
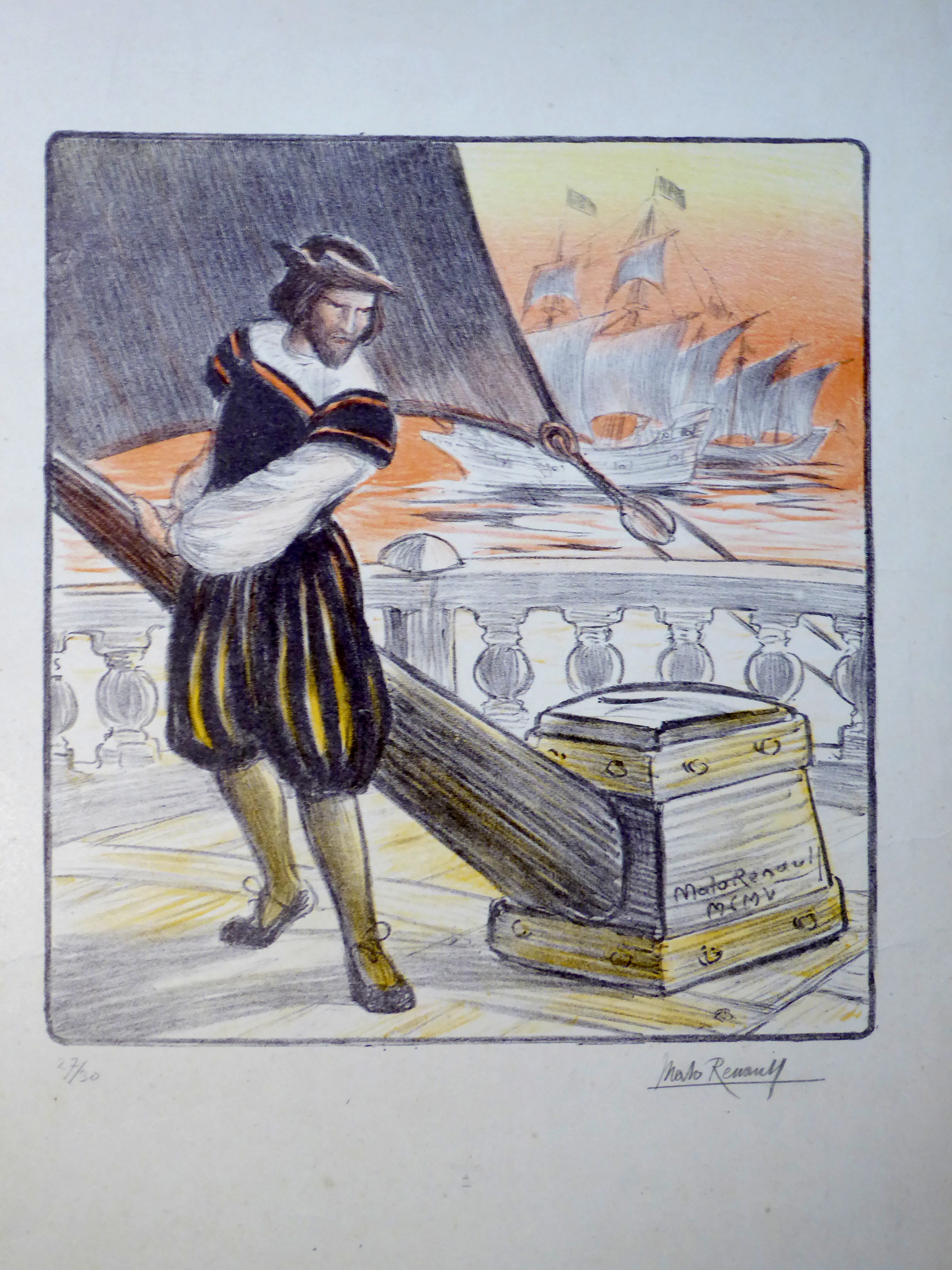
Pour l’inauguration de la statue de Jacques Cartier (1905).
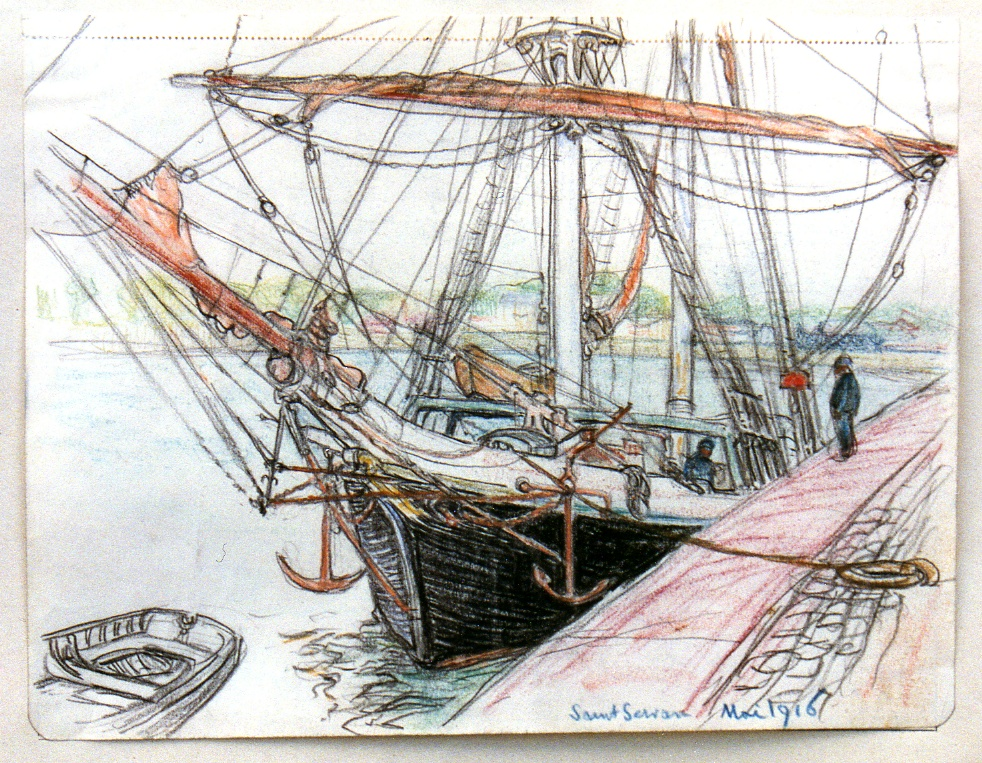
Terre-neuvas à quai à Saint-Servan,1916.  Musée de Saint-Malo.

### Illustrations

#### Ouvrages littéraires
- Jules Renard, Ragotte[19], eaux-fortes en noir et blanc imprimées en taille-douce par Geny Gros, 28 × 19 cm, Paris, Librairie de la Collection des Dix, A. Ramagnol éd., 1909, 117 p.[20]
- Jules Renard, Malo-Renault, Ragotte a dit, suite de 7 pointes-sèches en couleur, tiré à part pour une exposition et album gd in-folio cartonnage à lacets, Paris, Flory.
- Malo-Renault, Quelques-unes, album, suite gravée en couleur de 15 croquis de Parisiennes, préface de Roger Marx, 41 × 29 cm, 1909.
- Paul Adam, Le Serpent noir, plus de 80 eaux-fortes et pointes-sèches en couleur, pour Les Cent Bibliophiles[21], 29 × 21 cm, 1913, 335 p.[4]
- Tristan Corbière, La Rapsode foraine et Le pardon de Sainte-Anne, 12 bois rehaussés de couleurs, 32 × 26 cm, Flory, 1920, 22 p.[22]
- Auguste Brizeux, La Chanson de Loïc, avec des bois de Malo-Renault, Paris, Kemper, 1920[23].
- Jean de la Croix, Canciones, Traduction René-Locis Doyon, bois gravés de Malo-Renault, La Connaissance, 1920.
- Joris-Karl Huysmans (1848-1907), En route, monographie imprimée, illustrations de Malo Renault, Paris, La Connaissance, 1921[24].
- Maurice Barrès, Le Jardin de Bérénice, 30 pointes-sèches en couleur, 28 × 20 cm, Les Cent Bibliophiles, 1922, 170 p.[15]
- Malo-Renault, Raquettes, texte et gravures, 6 pointes-sèches en couleur, 39 × 28 cm, L'Estampe nouvelle, tirage de 45 exemplaires signés, 1923.
- François-René de Chateaubriand, René, 6 pointes-sèches en couleur et bandeaux, 28 × 19 cm, gravures imprimées par Porcabeuf, Paris, Dorbon, 1925, 101 p.[25]
- Paul Féval, Contes de Bretagne, préface de Charles Le Goffic, Les Arts et le Livre, Henri Jonquières et Cie, éditeurs, 1928, 156 p.[26]
- Jules Barbey d'Aurevilly, Le Dessous de cartes d'une partie de whist. La Connaissance, 1929, 60 p.[27]
- Émile Souvestre, Les mille et une nuits de la Bretagne (Le foyer breton), illustrations de Malo-Renault, 1929[28].
- Honoré de Balzac, Ursule Mirouët, Paris, collection « L'Adolescence catholique », 1928[29].
- Jean des Cognets, D'un vieux Monde (1918) et monographie imprimée, Saint-Brieuc, O.L. Aubert, dessins de Malo-Renault, 1932[30].

Illustrations de Malo-Renault, pointes sèche et/ou eau-fortes en couleur
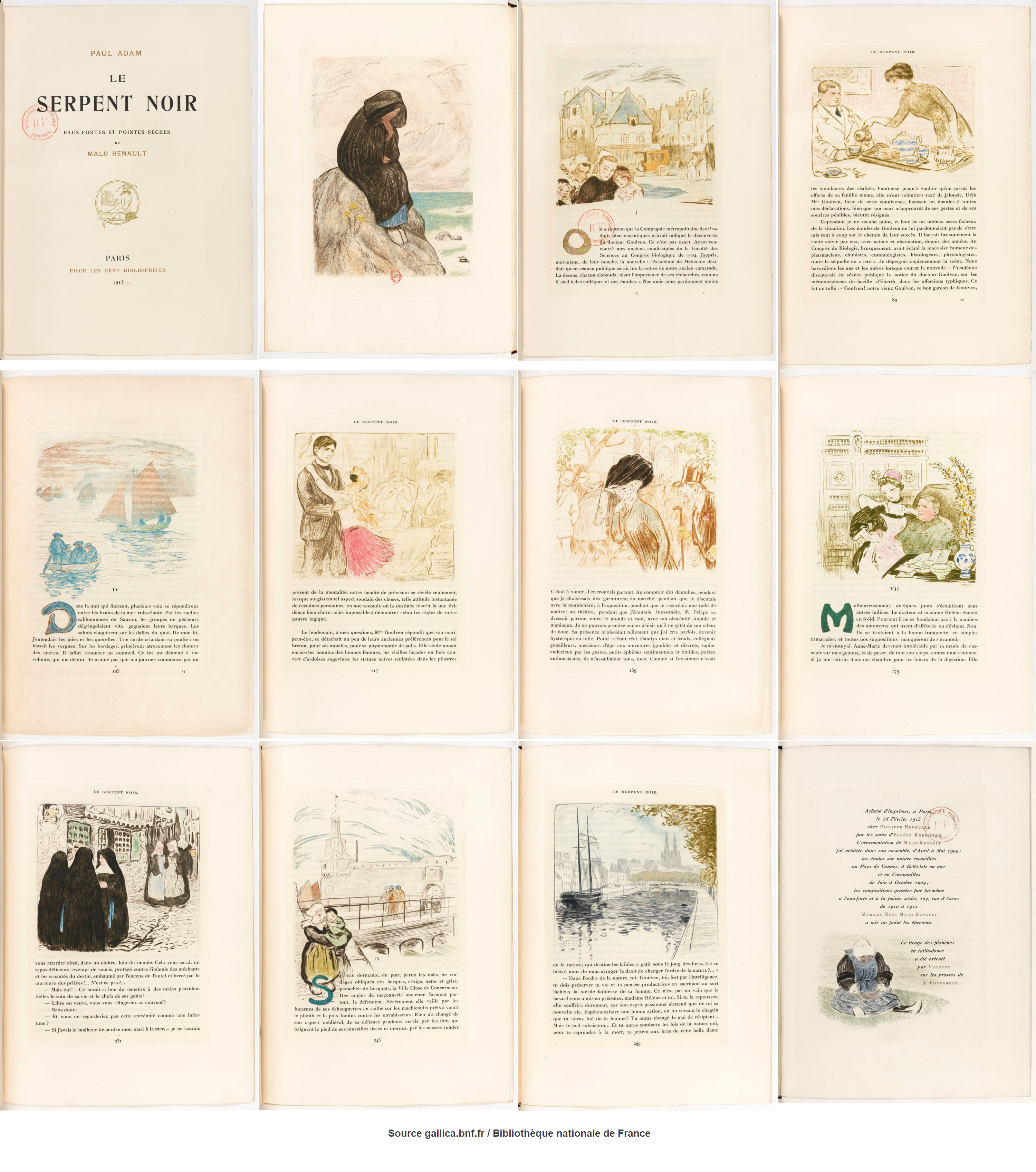
Le Serpent noir  de  Paul Adam, ill. pour les Cent Bibliophiles (1910-1912)
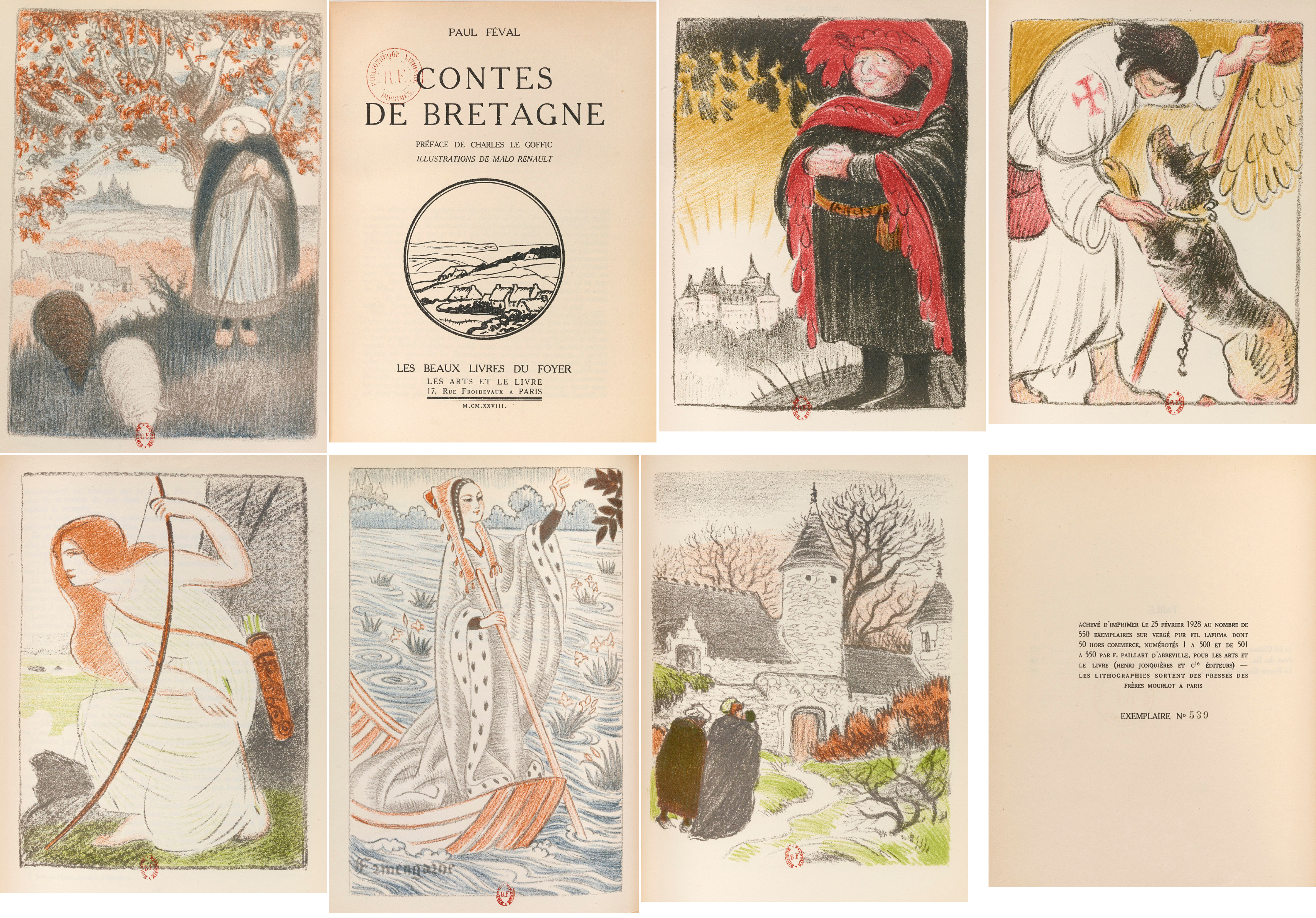
Contes de Bretagne de Paul Féval. (ill. 1928)

#### Ouvrages pour la jeunesse
- Le Roi des Corsaires, texte et dessins par Malo-Renault (14 gravures), Paris, Larousse, Collection « Les livres roses pour la jeunesse », no 261, 1919, 32 p.
- Charles Perrault, Peau d'âne, La Belle au bois dormant[31], dessins de Malo-Renault, Larousse, 1923.
- Chansons de France, musique recueillie et harmonisée par Adolphe Gauwin, Paris, Hachette, 1923, 1925, 1926, 1928, 1931, Hachette Jeunesse, 1993[32].

### Œuvres dans les collections publiques

#### France
- Paris :
  - département des arts graphiques du musée du Louvre :
    - à la Chalcographie matrices de cuivre[33],[34]
    - Vue de Quimperlé ;
    - Saint-Malo ;
    - Villeneuve-lès-Avignon, 1925 ;
    - Vue du Mont Saint-Michel ;
    - Petite Baigneuse
    - Sur le Sable, 39 × 26 cm
    - Le Château de Combourg ;

  - département des estampes et de la photographie de la Bibliothèque nationale de France[35],[36] :
    - La Fourrure blanche, vers 1907, pointe-sèche en couleur ;
    - Famille de Bigoudens, vers 1907, eau-forte en couleur ;
    - Le Cochon, illustration pour Le Rire du 20 avril 1907 ;
    - 19e Dîner du Moulin à Sel…, 1907, eau-forte ;
    - Sirène de Paris, 1908, eau-forte ;
    - frontispice pour l'annuaire 1897-1908 de L'Estampe nouvelle, eau-forte et pointe-sèche ;
    - La Petite fille aux poupées, 1911-1913, pointe-sèche en couleur ;
    - Un trottin, pointe-sèche en couleur ;
    - Le Thé chez Rumpelmayer, 1912, pointe-sèche en couleur ;
    - Ex-libris André Barrier, vers 1912, pointe-sèche ;
    - Tête de Bretonne, 1912,	projet d'ex-libris, bois ;
    - La Lecture, vers 1912, pointe-sèche en couleur ;
    - L'Oreiller, 1912-1913, pointe-sèche en couleur ;
    - 12 pointe-sèche pour Modes de Paris, 1912-1913 ;
    - Mlle Jacqueline R., 1913, pointe-sèche en couleur ;
    - Dîner des Amis de l'eau-forte, 1913, pointe-sèche ;
    - Cinq heures rue de la Paix, 1913, pointe-sèche en couleur ;
    - Menu pour la Société des Cent Bibliophiles, eau-forte en couleur (1913). La Bretagne offrant le Serpent noir à cette Société.
    - Sur le sable, vers 1913, eau-forte en couleur ;
    - Soins maternels, vers 1913-1914, pointe-sèche en couleur Vue de Quimperlé, 1913-1919, eau-forte en couleur ;
    - La Rose jaune, 1914, pointe-sèche en couleur ;
    - Venezia delle Guerra, vers 1917, bois en couleur ;
    - La Douloureuse Passion de N.S. Jésus-Christ, par A.C. Emme, 1921, cinq planches ;
    - La Queste nocturne ; L'Âme consumée ; Divin dialogue, trois illustrations pour Saint Jean de la Croix. Les Canciones, 1920, bois ;
    - En route de Joris-Karl Huysmans, 1921, deux illustration, bois ;
    - Après le Match, 1921, pointe-sèche en couleur ;
    - La Vierge de la mer, vers 1921, bois ;
    - Chansons de France choisies et accompagnées d'images par Malo-Renault, 1923 ;
    - Villeneuve-les-Avignon, 1925, eau-forte en couleur ;
    - Sonnets pour Hélène, de Ronsard, 1925, pointe-sèches en couleur ;
    - Menu pour la Société des Amis des Livres, 2 février 1926, pointe-sèche en couleur ;
    - La Tasse de thé, 1926, pointe-sèche en couleur ;
    - Vue du Mont-Saint-Michel, vers 1926, pointe-sèche en couleur ;
    - Le Château de Combourg, vers 1930 ;
    - Deux Pommes (cabaret breton), pointe-sèche en couleur ;
    - Illustration pour le Bulletin de l’œuvre de Sainte Clotilde, vers 1930.

  - Collections numérisées de la Bibliothèque de l'INHA
    - Modes de Paris 1912-1913[37] chapitres et planches
      - Janvier 1913 [Dans la maison, juste avant de sortir pour une soirée]
      - Février 1913 [Devant le défilé militaire]
      - Mars 1912 [Dans un parc]
      - Avril 1912 [Place de la Concorde]
      - Mai 1912 [Rue de la Paix]
      - Juin 1912 [Aux courses (Bois de Boulogne)]
      - Juillet 1912 [Bord de mer, sur l'Atlantique]
      - Août 1912 [Bord de mer, sous la pluie]
      - Septembre 1912 [Dans un verger (Jardin du Luxembourg ?)]
      - Octobre 1912 [A la Sorbonne]
      - Novembre 1912 [Au Marché au fleurs]
      - Décembre 1912 [A la sortie d'un hôtel]
- Pont-Aven, musée de Pont-Aven[38],[39];
  - Coup de vent, ou Gardeuse d’oies,  eau-forte et aquatinte ;
  - Fouesnant la petite chatte,1912, estampe en couleur ;
  - Les Deux Pommes ou L'Auberge,1904, pointe sèche, estampe en couleur ;
  - La Famille de Bigouden tirant un cochon,1910, eau-forte, estampe en couleur.
- Quimper, musée départemental breton[40] :
  - Menu pour les Cent Bibliophiles, 1913 eau-forte en couleur, (pour l'édition du Serpent noir);
  - Famille Bigoudène pointe sèche, eau-forte en couleur,
  - Jeune sonneur, ex-libris pour Charles Le Goffic, eau-forte, 10 × 7,5 cm ;
  - illustration publicitaire pour Le Fureteur Breton[41], bois ou linoléum, 22,6 × 40,5 cm ;
  - Dans la cour de la ferme, 1902, pointe-sèche en couleur, 18 × 9 cm, Ed. Sagot ;
  - Les petits dormeurs, eau-forte originale en couleurs, 27 x1 9 cm ;
  - La Rapsode foraine et le Pardon de Sainte-Anne[42]
  - Le Serpent noir[43], Paul Adam, Paris, 1913, édition pour les Cent Bibliophiles, eau-forte et pointe sèche en couleur ;
  - Vieille Bretonne en cape appuyée sur un long bâton La Cozvarc'h, 1923, pastel, 32,6 × 24 cm ;
  - Bretonne portant coiffe, corsage noir, tablier bleu, pastel et crayon, 47 × 30 cm.
- Rennes, musée de Bretagne[44] :
  - La Petite chatte ;
  - La Fouesnantaise et son chat ;
  - Breton au cochon ;
  - Les Marchande de douceurs ;
  - Pour le fureteur breton ;
  - Christ en majesté ;
  - Bigoudène au cochon ;
  - Petite fille lisant ;
  - Petite fille jouant à la poupée ;
  - Portrait de Charles Le Goffic[45]
  - Le Mont Saint-Michel ;
  - Saint-Malo ;
  - Rue de Quimper ;
  - Scène de marché ;
  - Jeune fille au chat ;
  - Quimper marchande de prunes ;
  - La Procession ;
  - Cancalaises ;
  - Famille de bigoudens au cochon ;
  - La Famille au cochon ;
  - Le Coup de vent ;
  - Vue de Quimperlé[46],[47],[48],[49]
  - Bateaux et phare du jardin ;
  - Mont-Dol ;
  - Saint-Servan café de la marine ;
  - Saint-Malo baraque de la grève de Chasles ;
  - Matignon le Bois Bras ;
  - La Chênaie ;
  - Le Guildo ;
  - La Vieille femme à l'écuelle ;
  - Portrait de Charles Le Goffic ;
  - Les Cancalaises ;
  - Les Commères ;le
  - Exposition des artistes bretons, dessin préparatoire ;
  - Exposition des artistes bretons, affiche ;
  - Petits dormeurs ;
  - Élégante buvant son thé ;
  - Carte de vœux ;
  - 4e Dîner du Fureteur breton ;
  - La Rapsode foraine et le Pardon de Saint-Anne[50].
- Mont Dol de Bretagne
  - Vitrail de la Chapelle Notre-Dame-d'Espérance du Mont-Dol
- Saint-Malo, musée d'Histoire de la Ville et du Pays Malouin :
  - La Plage de l'éventail, 1914, dessin ;
  - La Plage de Bonsecours, 1914, dessin ;
  - Barques de pêche de Polankenberghe, Saint-Servan, 1915, dessin ;
  - Bateaux de pêche belges réfugiés à Saint-Servan, 1916, dessin ;
  - Terre-neuvas Saint-Servan, 1916, dessin ;
  - Grand Panorama de Saint-Malo, estampe en couleur ;
  - Petit panorama de Saint-Malo, estampe en couleur ;
  - La Grand'Porte et le bassin à Flot, estampe en couleur ;
  - Le Château de Combourg, pointe sèche en couleur ;
  - La Tombe de Châteaubriant, eau forte en couleur ;
  - Le Mont Saint-Michel, eau-forte couleur, épreuve avant toute remarque et tout tirage ;
  - Soirée de gala au casino de Saint-Malo pour l'inauguration du Monument à Jacques Cartier, 1905, affiche, tirage avant la lettre ;
  - Soirée de gala au casino de Saint-Malo pour l'inauguration du Monument à Jacques Cartier, pastel préparatoire pour l'affiche ;
  - Grandes Régates de Saint-Malo. Saint Servan, 23 août 1896, affiche ;
  - Grandes Régates de Saint-Malo. Saint Servan, 23 août 1896, aquarelle préparatoire pour l'affiche ;
  - Les Cancalaises, estampe en couleur.

#### Royaume-Uni
- Londres, British Museum :
  - A little girl lying in bed, holding four dolls in her arms, pointe sèche en couleur[51].
  - Two women sitting on chairs, facing opposite directions, pointe sèche en couleur[52].

#### Suisse
- Genève, musée d'Art et d'Histoire :
  - Un trottin, 1911, eau-forte et pointe sèche couleur et vernis mou sur Japon[53] ;
  - Cinq Heures rue de la Paix 1913, eau-forte et pointe sèche couleur, vernis mou sur papier Japon[54] ;
  - Chez le pâtissier, 1913, pointe sèche et eau-forte couleur[55]

### Publications
- « Le Miracle de saint Suliac », légende en vers, dite par Jules Truffier, frontispice de l'auteur, Paris : Stock, 1897[56].
- « Un artiste breton Daniel Mordant », Le Fureteur Breton, avril-mai 1907, deuxième année, no 10, p. 167-168[57].
- « Le peintre Auguste Lemoine », Annales de Société d'histoire et d'archéologique de l'arrondissement de Saint-Malo, 1910[58]
- « Charles Le Goffic ». Le Nouvelliste de Bretagne, 12 décembre 1910.
- « Le Monotype », Art et décoration, février 1920, p. 49-56, 8 gravures[59].
- « Henri Rivière », Art et décoration, février 1921, p. 43-51, 10 gravures.
- « Les merveilles du livre italien », A.B.C magazine de l'art, juin 1926, p. 177-181.
- « Sergent-Marceau et Emira Marceau graveurs », L'Amateur d'estampes, janvier 1927[60].
- « La technique d'Henri de Toulouse-Lautrec, graveur », L'Amateur d'estampes, 6e année, no 3, mai 1927, p. 83-87[61].
- « La gravure sur bois : gravure au canif, gravure au burin, gravure en camaïeu, gravure en couleur », Le Dessin, revue d'art, d'éducation et d'enseignement, octobre 1930, p. 369-372 ; et novembre 1930, p. 429-432.
- « La gravure en taille-douce. Le pointillé, la manière noire ou mezzotint, la pointe sèche », Le Dessin, avril 1931, no 12, p. 744-749.
- « La gravure en taille-douce (suite). L'eau forte, l'aquatinte et le vernis mou) », Le Dessin, mai 1931, p. 46-52.